# Кучерук, Валент Викторинович
Валент Викторинович Кучерук (1916—2003)  — зоолог, эколог, специалист по природным очагам чумы, крупный организатор отечественной медико-биологической науки, доктор биологических наук, профессор, Заслуженный деятель науки РСФСР. 

## Биография
Родился  в Москве в семье Викторина Владимировича Кучерука (1890—1964), инженера по промышленной вентиляции, и Марии Петровны, урождённой Разумовой (1890—1969?), воспитательницы в детском саду. В 1931 году принят в Кружок юных биологов зоопарка. В 1934 году стал студентом биологического факультета Московского государственного университета им. М. В. Ломоносова, участвовал в научной работе лаборатории экологии под руководством В. В. Алпатова и лаборатории зоологии позвоночных. Своими научными руководителями  считал С. И. Огнёва, Н. И. Калабухова и А. Н. Формозова. В первые годы студенчества участвовал в экспедиции в Волжско-Уральские пески под руководством Ю. М. Ралля и в ликвидации вспышки туляремии в Подмосковье. Ещё будучи студентом, в 1937—1939 годах организовал и провёл три экспедиции по изучению тундровых экосистем на Ямале. Еще в студенческие годы вместе с Т. Н. Дунаевой подготовил свою первую научную монографию «Материалы по экологии наземных позвоночных тундры южного Ямала» (Москва, 1941). По инициативе Чарльза Элтона книга была переведена на английский язык в Оксфордском университете.
После окончания с отличием университета в 1940 году был распределён в Борзинское отделение Читинской противочумной станции. В ноябре 1940 года призван на военную службу в противочумное отделение санитарно-эпидемиологической лаборатории Забайкальского военного округа (позднее фронта). Служил ведущим зоологом фронтовой санитарно-эпидемической лаборатории Забайкальского фронта, в звании старшего лейтенанта административной службы, позднее был старшим специалистом фронтовых противочумных отрядов, занимался подавлением эпидемии легочной чумы среди жителей в городе Ванъемяо в провинции Внутренняя Монголия. Там обнаружил эпизоотию чумы у крыс и во время провёл дератизационные мероприятия. За эту работу удостоен ордена Отечественной войны II степени.
С 1946 года начал работать под руководством академика Е. Н. Павловского в отделе природноочаговых инфекций Института эпидемиологии, микробиологии и инфекционных болезней АМН СССР.  В марте 1947 году по собранным в Монголии материалам защитил кандидатскую диссертацию на тему «Характер воздействия эпизоотии на популяцию полевки Брандта».  Руководил зоологическими отрядами и экспедициями по изучению различных зоонозов (чумы, туляремии и клещевого энцефалита) в Северном Приаралье (1948), центральных областях РСФСР (1948—1962), Ставропольском крае (1950—1951), Волго-Ахтубинской пойме (1952—1954), Северном Казахстане и Алтайском крае (1955—1957, 1968—1969), Вятско-Камском междуречье и Удмуртии (1960—1967, 1971), бассейне р. Эмбы (1970), на Ямале (1973) и в Монголии (1975—1976).
В 1960 году представил к защите диссертацию на соискание степени доктора биологических наук «Млекопитающие степей Палеарктики, природные очаги чумы в степи и некоторые теоретические вопросы природной очаговости этой инфекции». В 1961 присуждена искомая ученая степень, в 1965 году утверждён ВАК в звании профессора по специальности «зоология». Стал заведующим лаборатории медицинской зоологии, руководил ею более 25 лет, а в 1970-1985 годах руководил отделом медицинской зоологии. С февраля 1987 года до конца жизни работал в ИЭМЭЖ им. А. Н. Северцова АН СССР.
В 1954 году вместе  с Н. Г. Олсуфьевым  опубликовал книгу «Методические указания по эпидемиологической, зоологической и бактериологической работе противотуляремийной станции», ставшую ключевым руководством при работе по туляремии для многих специалистов СССР.
Впервые описал общие закономерности связи между численностью грызунов-переносчиков и механизмом возникновения, развития и угасания эпизоотий. Эта работа дала основу  научного прогнозирования развития эпизоотий в  природных очагах. Исследовал  пространственные аспекты теории природной очаговости, структуру, принципы типологии и районирования очагов чумы.
Занимался экологией и распространением различных видов млекопитающих, как правило имеющих большое эпизотологическое и хозяйственное значения. Разработал новые оригинальные принципы анализа фауны, с их помощью провёл современное зоогеографическое районирование Палеарктики.
Являлся крупным организатором медико-биологической науки в СССР, воспитал много учеников и последователей. Являлся членом Научных советов и комиссий Минздрава СССР и РСФСР, АН и АМН СССР, более 25 лет был председателем проблемной комиссии АМН СССР «Природноочаговые инфекции человека», вице-президентом и почетным членом Всесоюзного териологического общества. Редактор серии сборников «Фауна и экология грызунов» и ряда монографий. Член редакционной коллегии  журнала “Folia Parasitologica”, с марта 1979 года по апрель 1987 года главный редактор  журнала «Медицинская паразитология и паразитарные болезни».

## Семья
- Первая жена — Татьяна Николаевна Дунаева (1916—2011), соученица по КЮБЗу и МГУ, спутница по экспедициям, соавтор первых работ.
  - Дочь — Наталья, умерла в младенчестве.
  - Сын — Никита (26.05.1949—23.12.2012[6]), зав. лабораторией экологии прибрежных донных сообществ Института Океанологии РАН (1997—2012)
- Вторая жена — Наталья Владимировна Тупикова (1918—2003[7]), зоолог, биогеограф.